# Shiogama
Shiogama (Japans: 塩竃市, Shiogama-shi) is een havenstad in de prefectuur Miyagi op het eiland Honshu, Japan. Deze stad heeft een oppervlakte van slechts 17,85 km² en telt begin 2008 circa 58.000 inwoners. Shiogama is een belangrijke visserijhaven voor de tonijnvisserij.

## Bezienswaardigheden
- Shiogama-jinja

## Verkeer
Shiogama ligt aan de Tōhoku-hoofdlijn en aan de Senseki-lijn van de East Japan Railway Company.
Shiogama ligt aan autoweg 45.

## Geschiedenis
Shiogama werd een stad (shi) op 23 november 1941.
Op 1 december 1949 wordt een deel van het dorp Tagajō aan Shiogama toegevoegd en op 1 april 1950 volgt het dorp Urato.

## Geboren in Shiogama
- Masao Maruyama (丸山 正雄, Maruyama Masao), filmproducent van anime
- Masashi Nakano (中野 正志, Nakano Masashi), politicus
- Hitomi Takahashi (高橋 瞳, Takahashi Hitomi), zanger van J-pop
- Koichi Yamadera (山寺 宏一, Yamadera Kōichi), stemacteur, seiyū, tarento en verteller

## Aangrenzende steden
- Tagajō